# Мизяковские Хутора
Мизяко́вские Хутора́ (укр. Мізяківські Хутори) — село в Винницком районе Винницкой области Украины.
Код КОАТУУ — 0520684003. Население по переписи 2001 года составляет 2283 человека. Почтовый индекс — 23213. Телефонный код — 432.
Занимает площадь 9,7 км².
В селе действует храм Рождества Пресвятой Богородицы Винницкого районного благочиния Винницкой епархии Украинской православной церкви.

## История
С советское время на территории села действовал колхоз имени Кирова.

## Адрес местного совета
23213, Винницкая область, Винницкий р-н, с. Мизяковские Хутора, ул. Пушкина, 8

## Известные уроженцы и жители
- Ромащук, Евдокия Ивановна — Герой Социалистического Труда, звеньевая колхоза имени Кирова Винницкого района Винницкой области, родилась 15.10.1927 в селе Мизяковские Хутора Винницкого района Винницкой области[2].